# Jorge Arrate
Jorge Félix Arrate Mac Niven (Santiago del Cile, 1º maggio 1941) è un politico cileno, ex appartenente al Partito Socialista ed attualmente indipendente nella coalizione di sinistra Juntos Podemos Más.

## Biografia
È un avvocato ed ha ricoperto diversi incarichi ministeriali nei governi di centrosinistra di Patricio Aylwin come ministro dell'Istruzione (1992-1994) e di Eduardo Frei Ruiz-Tagle come ministro del Lavoro (1994-1998) e successivamente come ministro della Segreteria Generale del Governo (1998-1999). Negli anni della presidenza di Salvador Allende ha ricoperto la carica di ministro dell'Attività Mineraria per un certo periodo di tempo nel 1972. Arrate è stato ambasciatore del Cile in Argentina tra il 2000-2003, nominato da Ricardo Lagos.
Figlio di immigrati di origini della Gran Bretagna ha incominciato i suoi studi di legge all'Università del Cile nel 1964. Politicamente iniziò la sua attività come attivista del Partito Socialista Cileno e come sostenitore del suo leader Salvador Allende. Durante la dittatura fu esiliato dapprima in Roma, dopo a Berlino e Rotterdam. Durante l'esilio ha insegnato nelle Università di Argentina e Stati Uniti.
Con il ritorno alla democrazia diventa uno dei dirigenti più importanti del suo partito e della Concertación de Partidos por la Democracia. Nel 2008 ha affermato che per sconfiggere la destra e il suo leader Sebastián Piñera alle Elezioni presidenziali del 2009 occorreva nominare due candidati, uno di centro ed uno di sinistra, rispettivamente Eduardo Frei Ruiz-Tagle e Arrate stesso. L'obiettivo era quindi di dividere la coalizione di centrosinistra in due componenti: quella di sinistra si sarebbe unita alla Juntos Podemos e il Partito Democratico Cristiano del Cile correva da solo.
Il progetto è stato nettamente rifiutato sia dal Partito Socialista Cileno che dal Partito Democratico Cristiano del Cile. Nel 2009 quando il Partito Socialista ha dato il suo appoggio a Frei per le primarie Arrate lascia il partito per fondare il «Movimiento del Socialismo Allendista», che diventa parte integrante della JPM.
Il 25 aprile 2009 con oltre il 77% dei voti vince la convention della coalizione Juntos Podemos sconfiggendo il leader del Partito Umanista Cileno Tomás Hirsch.
Viene quindi candidato come Presidente del Cile alle elezioni presidenziali del 2009 dove ottiene 430 834 voti pari al 6,21%.